# سرگی شوپلتسوف
سرگی شوپلتسوف (روسی: Сергей Борисович Шуплецов؛ ۲۵ آوریل ۱۹۷۰ – ۱۴ ژوئیهٔ ۱۹۹۵)از برندگان مدال‌های بازی‌های المپیک اهل روسیه بود.